# Heinrich III. (Plauen)
Heinrich III. von Plauen (* um 1284; † zwischen 16. Februar 1347 und 8. Mai 1348) war Vogt von Plauen.
Er wurde erstmals in einer Urkunde vom 24. August 1302 gemeinsam mit seinem Großvater Vogt Heinrich I. von Plauen und seinem Cousin Heinrich II. Reuß erwähnt. Wegen seiner Gemahlin Margarethe von Seeberg (* um 1288; † vor 20. Februar 1322) wurde er ab 1302 Heinrich von Seeberg genannt. Dabei ist unklar, ob es sich hier um die Tochter des um 1292 verstorbenen Albrecht von Seeberg, des Burggrafen von Kaaden handelt. Ab 1312 trug Heinrich den Beinamen „der Lange“.
Am 20. März 1304 hielten sich die Vögte von Plauen und Gera bei König Albrecht I. in Nürnberg auf, wo er sie unter seinen Schutz stellte und sich ihrer Hilfe gegen die Wettiner und gegen König Wenzel II. von Böhmen versicherte. Im gleichen Jahr wurde Heinrich zum Landrichter von Eger bestellt.

## Teilung von 1306
Sein Vater Heinrich II. von Plauen war bereits 1302 gestorben. Nach dem Tod seines Großvaters Heinrich I. und rund dreijähriger gemeinsamer Regierung mit seinem Cousin Heinrich II. Reuß teilten die beiden Enkel 1306 das ererbte Gebiet, wobei aus der Plauener Vogtlinie endgültig die Vögte von Plauen und die Vögte Reuß von Plauen zu Greiz entstanden. Bei der Teilung zwischen den beiden Cousins erhielt Heinrich III. die Herrschaft Plauen mit Auerbach, Pausa, Gefell, Hirschberg, Selb, Asch und Graßlitz.
Im Vertrag vom 31. Dezember von 1306 von Bobenneukirchen einigten sich dann alle Vögte über ihre Verhältnisse im Regnitzland. Von der Vogtlinie Gera erwarb Heinrich das Amt Mühltroff. Laut der Genealogie von Berthold Schmidt rundete er mit dem Kauf des Schlosses Vogtsberg bei Oelsnitz von Otto von Berga seinen Besitz ab.

## Konflikt mit den Wettinern
Am 7. Januar 1312 erschienen Heinrich III. und alle anderen Vögte persönlich in Prag bei König Johann von Böhmen, um mit ihm als Reichsverweser ein Kriegsbündnis gegen den Markgrafen von Meißen zu schließen. Als am 14. August 1314 kriegerische Auseinandersetzungen zwischen Markgraf Friedrich dem Freidigen gemeinsam mit dem Burggrafen von Nürnberg gegen Heinrich von Gera um die Herrschaft Schleiz ausbrachen, stand Heinrich III., seit 1312 der Lange genannt, auf der Seite der Geraer, während Heinrich II. Reuß an der Seite des Wettiners kämpfte. Am 8. April 1315 mischte sich der neue deutsche König, Ludwig IV., der Bayer, zugunsten der Vögte in den Streit ein und ernannte Heinrich den Langen, Heinrich II. Reuß und die beiden Geraer Vögte zu Landrichtern über das Pleißner Land und die Städte Altenburg, Zwickau und Chemnitz. Außerdem bestätigte der König am 17. Mai 1316 alle den Vögten von seinen Vorgängern verliehenen Rechte, Gnadenbeweise und Freiheiten.
Von den beiden jüngeren Brüdern Heinrichs III. trat der urkundlich erstmals am 21. März 1316 erwähnte Heinrich von Plauen in den Deutschen Orden ein, der zweite wurde Mönch.
Über das Bergwerk Hohenforst bei Kirchberg schlossen am 12. Mai 1317 Markgraf Friedrich auf der einen und die Vögte Heinrich der Lange, Heinrich II. Reuß und die beiden Geraer Vögte auf der anderen Seite einen Vertrag ab, in dem die Vögte Anteile an dem Bergwerk erhielten.

## Lehnsnahme von Böhmen
Die Machtkämpfe im Reich, die Ansprüche der Wettiner, die für ihn nicht ganz durchschaubaren Geschäfte seines Cousins Heinrich II. Reuß und die andererseits guten Beziehungen zum böhmischen König veranlassten Heinrich III. 1327 das lose Lehnsverhältnis zu den Grafen von Everstein gegen das zum mächtigen König von Böhmen zu tauschen und die Herrschaft Plauen und Voigtsberg an diesen aufzulassen und dann von ihm als Lehen zu nehmen.

## Die vogtländische Goldene Bulle
Am 24. Juni 1329 begnadete Kaiser Ludwig der Bayer Heinrich III. von Plauen und die Vögte von Greiz, Gera und Weida mit einem im norditalienischen Pavia ausgestellten Regalienbrief, einer auf Pergament geschriebenen mit einem goldenen Siegel versehenen Urkunde. In dieser nannte der Kaiser die Vögte „principales ministeriales“ (fürstenartige Dienstmannen). Mit dieser Urkunde erhielten die Vögte die Rechte für den Landesheerbann, den Blutbann, für Steuererhebungen, für Geleit, Jagd, Fischerei, Bergbau und das Münzrecht. Diese Urkunde bildete den Grundstein für die Landeshoheit der Vögte.
Am 20. Februar 1332 starb Heinrichs Frau Margarethe von Seeberg, über eine neue Vermählung ist nichts bekannt. Die letzte urkundliche Erwähnung Heinrichs III. datiert auf den 16. Februar 1347, kurz danach starb er.